# یواس‌اس لارک (ای‌ام‌اس-۲۳)
یواس‌اس لارک (ای‌ام‌اس-۲۳) (به انگلیسی: USS Lark (AMS-23)) یک کشتی بود که طول آن ۱۳۶ فوت (۴۱ متر) بود. این کشتی در سال ۱۹۴۳ ساخته شد.